# Cáseda
Cáseda – gmina w Hiszpanii, w Nawarze, o powierzchni 85,61 km². W 2011 roku gmina liczyła 1027 mieszkańców.